# Cmentarz wojenny nr 45 – Lipna
Cmentarz wojenny nr 45 w Lipnej – zabytkowy cmentarz z I wojny światowej, zaprojektowany przez Dušana Jurkoviča znajdujący się w uroczysku Lipna we wsi Czarne w powiecie gorlickim, w gminie Sękowa. Jeden z ponad 400 zachodniogalicyjskich cmentarzy wojennych zbudowanych przez Oddział Grobów Wojennych C. i K. Komendantury Wojskowej w Krakowie. Należy do I Okręgu Cmentarnego Nowy Żmigród.

## Opis
Cmentarz położony jest na terenie dawnej miejscowości Lipna, której obszar włączony został do wsi Czarne. Znajduje się na zalesionym zboczu, powyżej dawnego cmentarza parafialnego. Założony jest na planie prostokąta i otoczony z trzech stron drewnianymi sztachetami. Od północy niskim, kamiennym murem, przy którym stoi pomnik centralny w formie wysokiego drewnianego krzyża z okrągłą drewnianą tarczą na skrzyżowaniu ramion posadowiony na kamiennym kopcu z inskrypcją: "Wojna burzy - wojna buduje". Cmentarz odnowiono w 1998. 

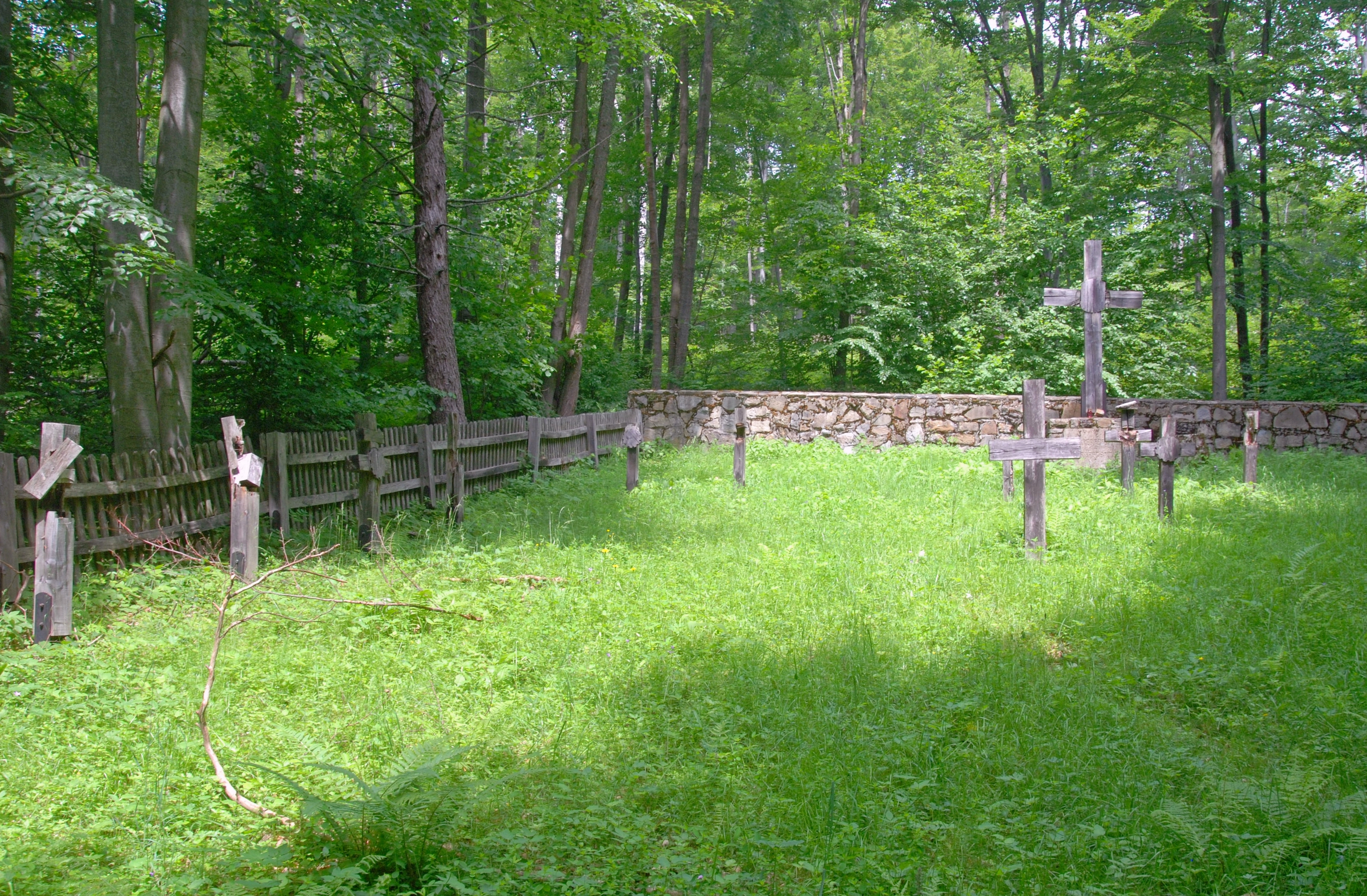
Widok na pomnik główny
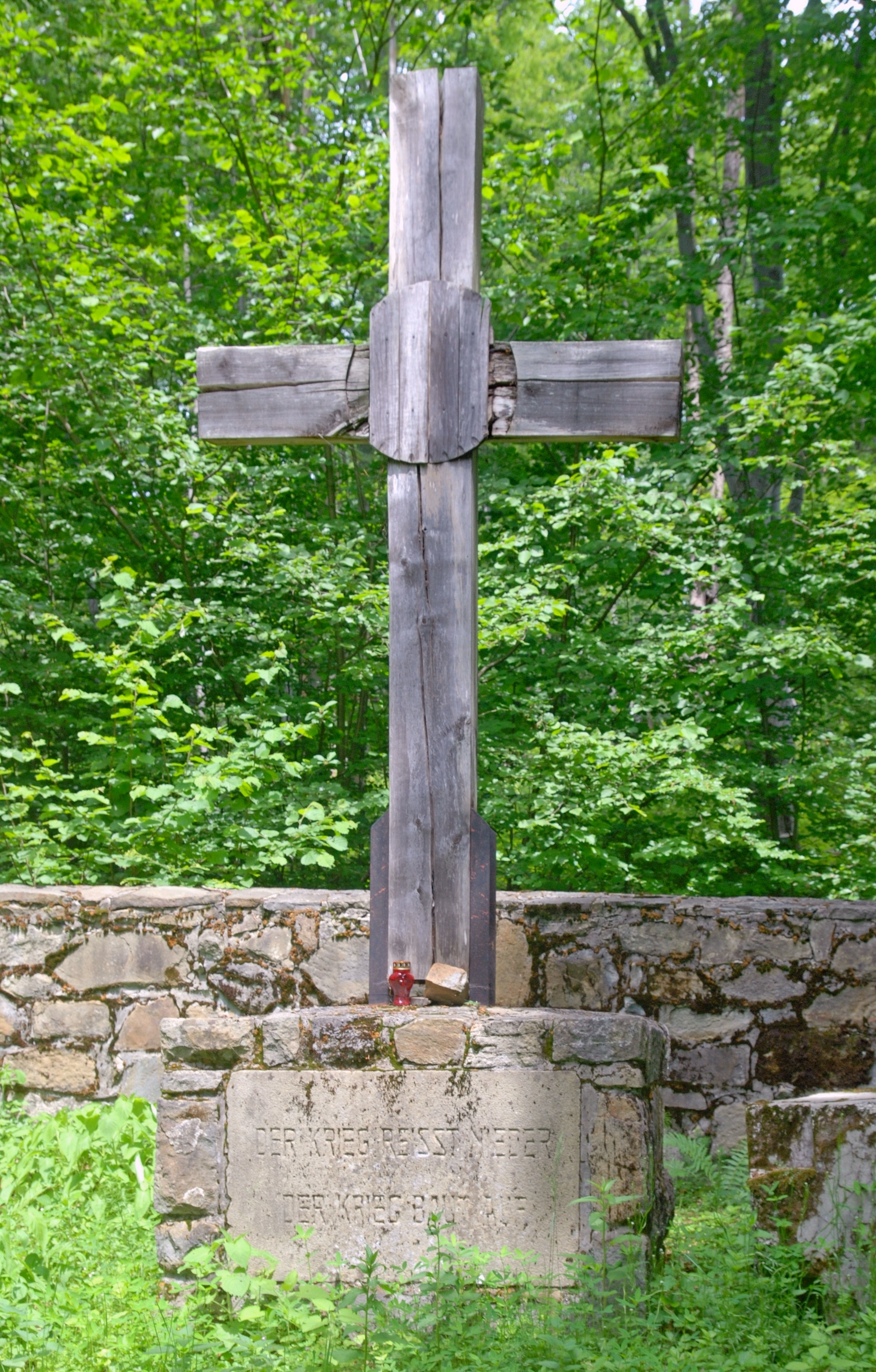
Tablica z 1995
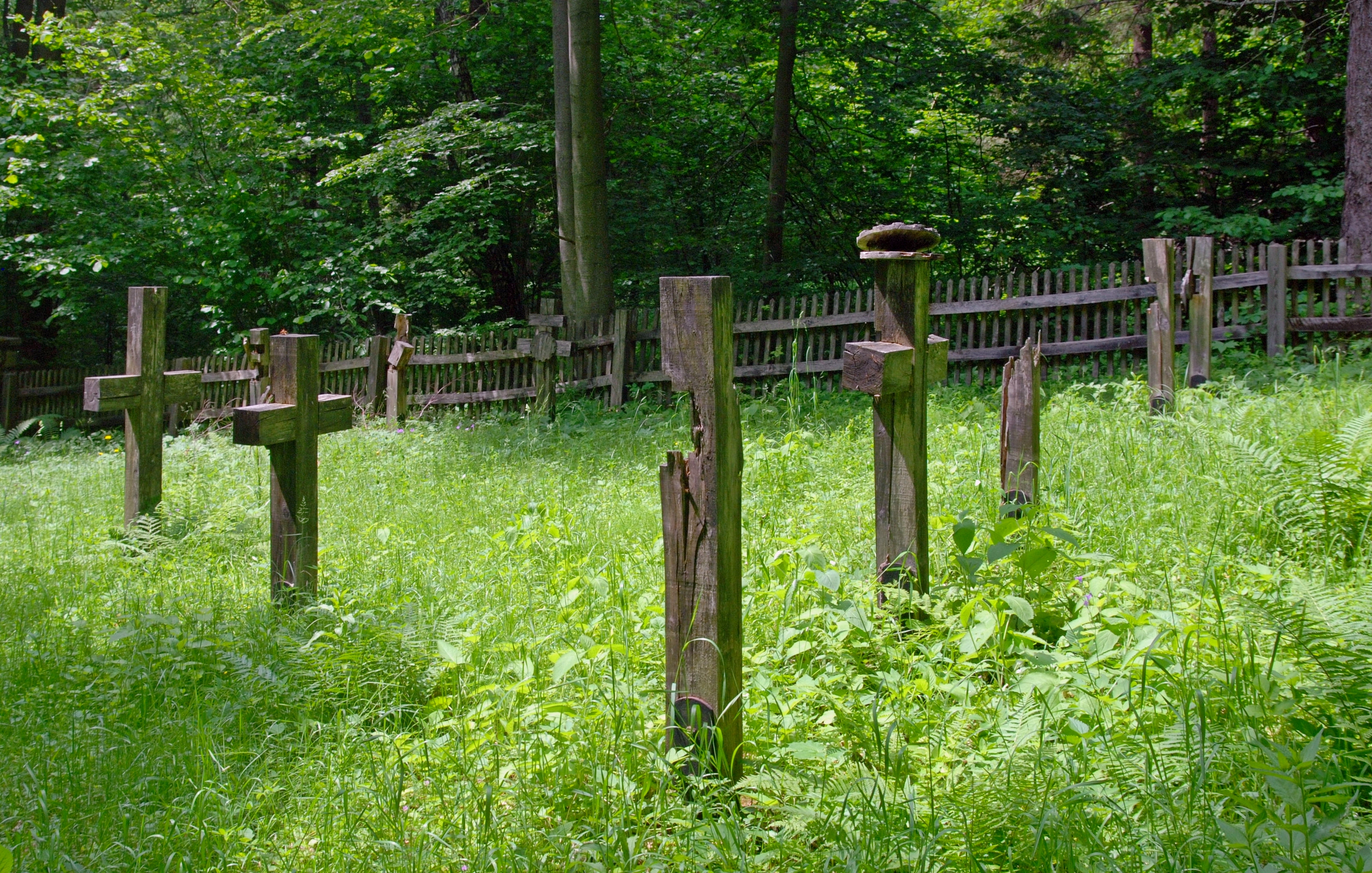
Fragment cmentarza z bramą

Na cmentarzu pochowano w 22 grobach pojedynczych oraz 3 mogiłach zbiorowych 153 żołnierzy: 
- 54 austro-węgierskich (głównie Czechów i Słowaków)
- 99 rosyjskich

poległych w styczniu i marcu 1915. Dotychczas zidentyfikowano 22 żołnierzy armii austro-węgierskiej.